# 한약학과
한약학과는 생약 및 한약에 특화된 한약사 양성을 위해 개설된 학과이다. 1993년부터 대한민국 정부와 보건부, 교육부 및 국회가 동서약학 전문 약사 육성을 위해 대한약사회와 대한한의사협회 하에 약대와 한의대를 보유한 경희대학교, 우석대학교, 원광대학교 내에 한약학 전공(Dept. of Oriental Pharmacy)을 개설하였다.
약학과 한의학이 융합된 학문으로써, 인류를 각종 질병으로부터 예방하고 치료하기 위해 동서약학을 현대기술과 융합 및 연구하여 발전시키는 한약사를 육성하는 학과이다. 약사법에 의거하여 4년 동안 정규 교육을 이수한 뒤, 한국보건의료인국가시험원에서 국가시험을 거쳐 보건복지부 장관 명의의 한약사 면허를 부여받을 수 있다. 한약과 한약제제에 관한 약사(藥事) 업무를 담당할 수 있다. 약사법에 의거하여 대한한약사회가 한약사 직능향상을 위해 개설되어 있다.